# Eisenbahnmuseum Zlonice

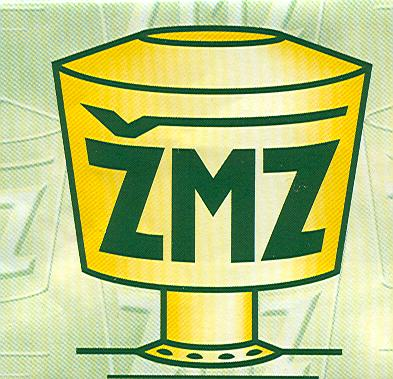
Das Logo des Eisenbahnmuseums

Das Eisenbahnmuseum Zlonice ist ein Eisenbahnmuseum in Zlonice im Norden der Tschechischen Republik.

## Geschichte

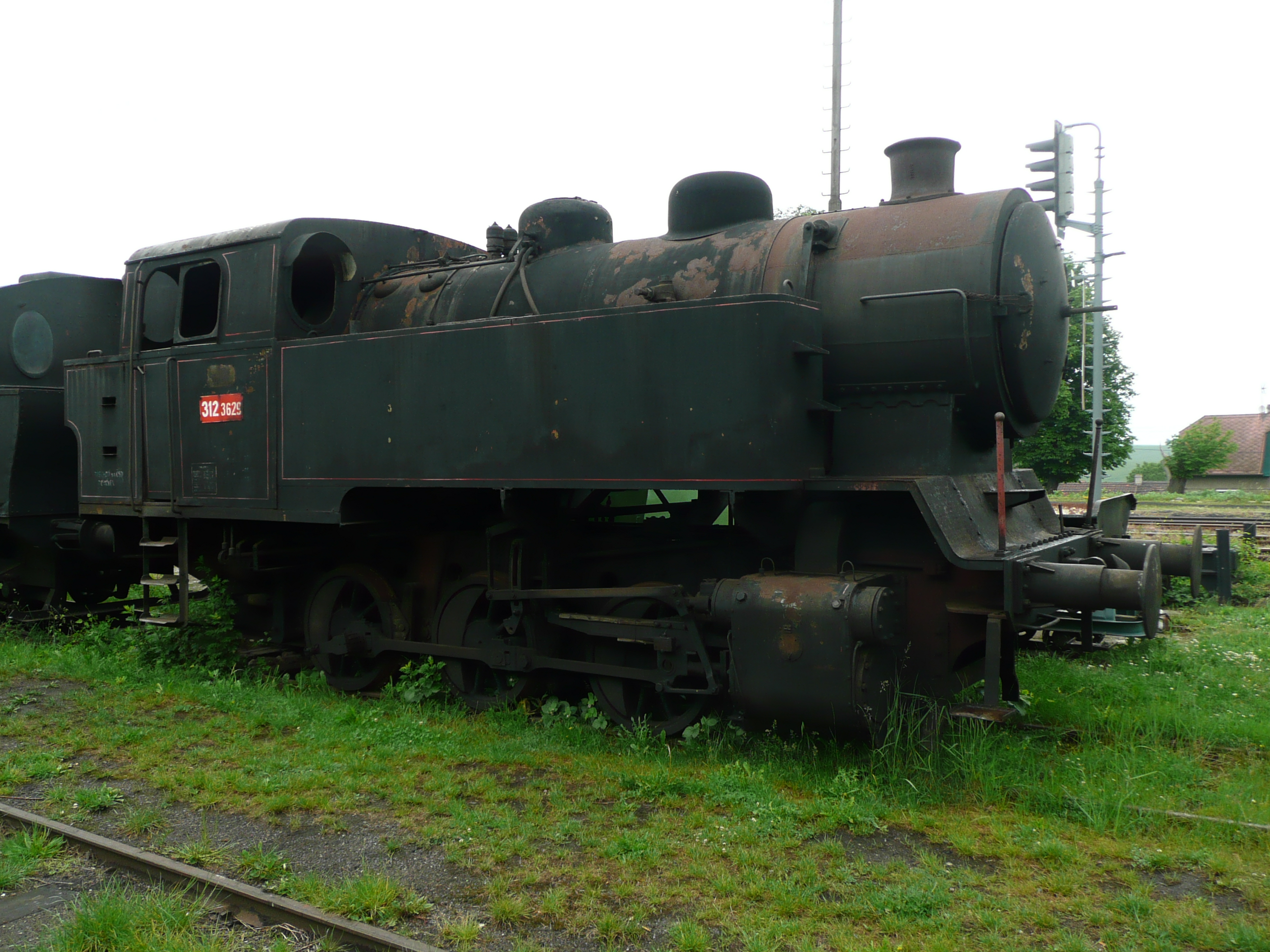
Lokomotive 312.3629 von ČKD aus dem Jahr 1957

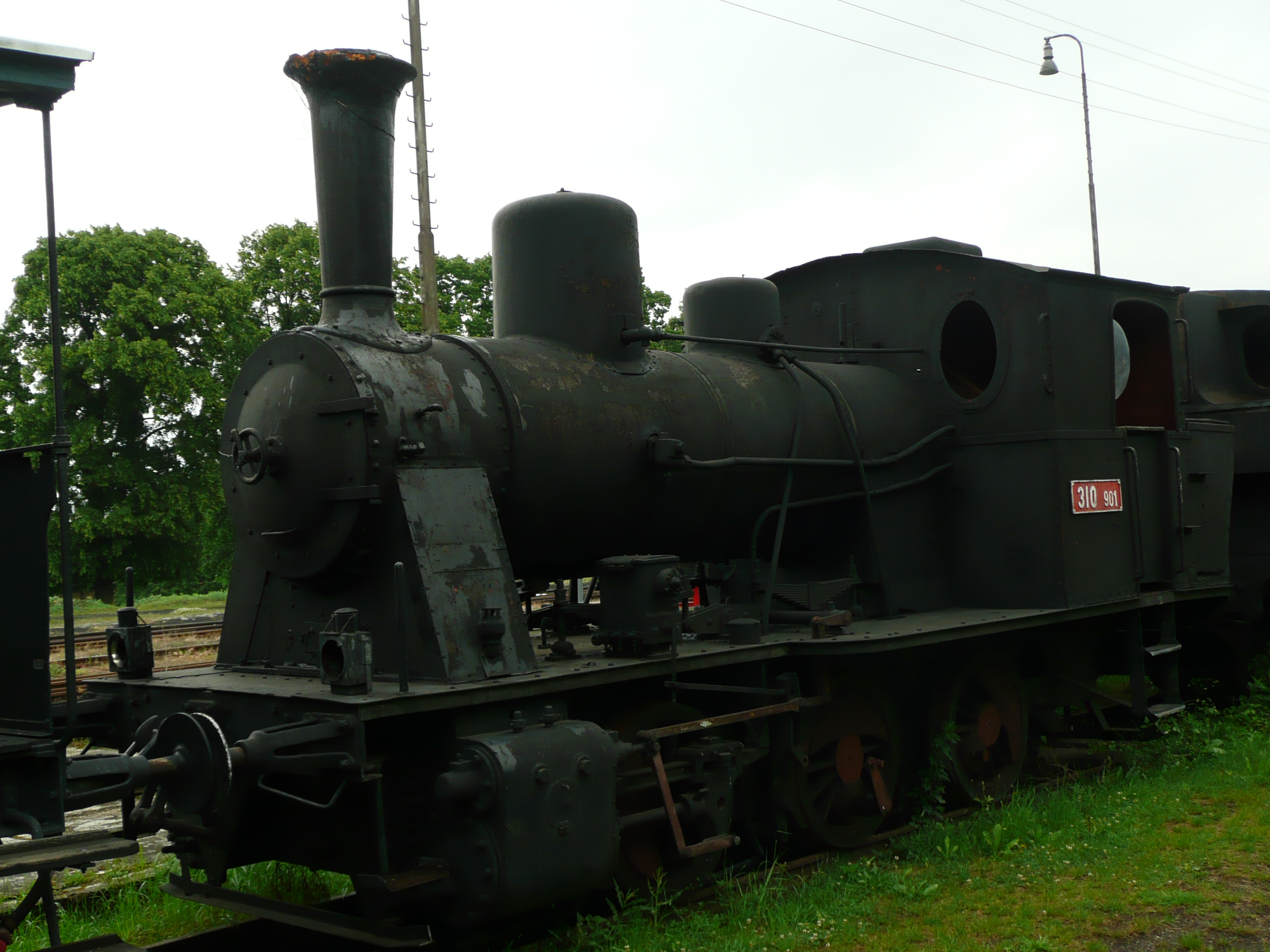
Lokomotive 310.901 von Škoda aus dem Jahr 1926

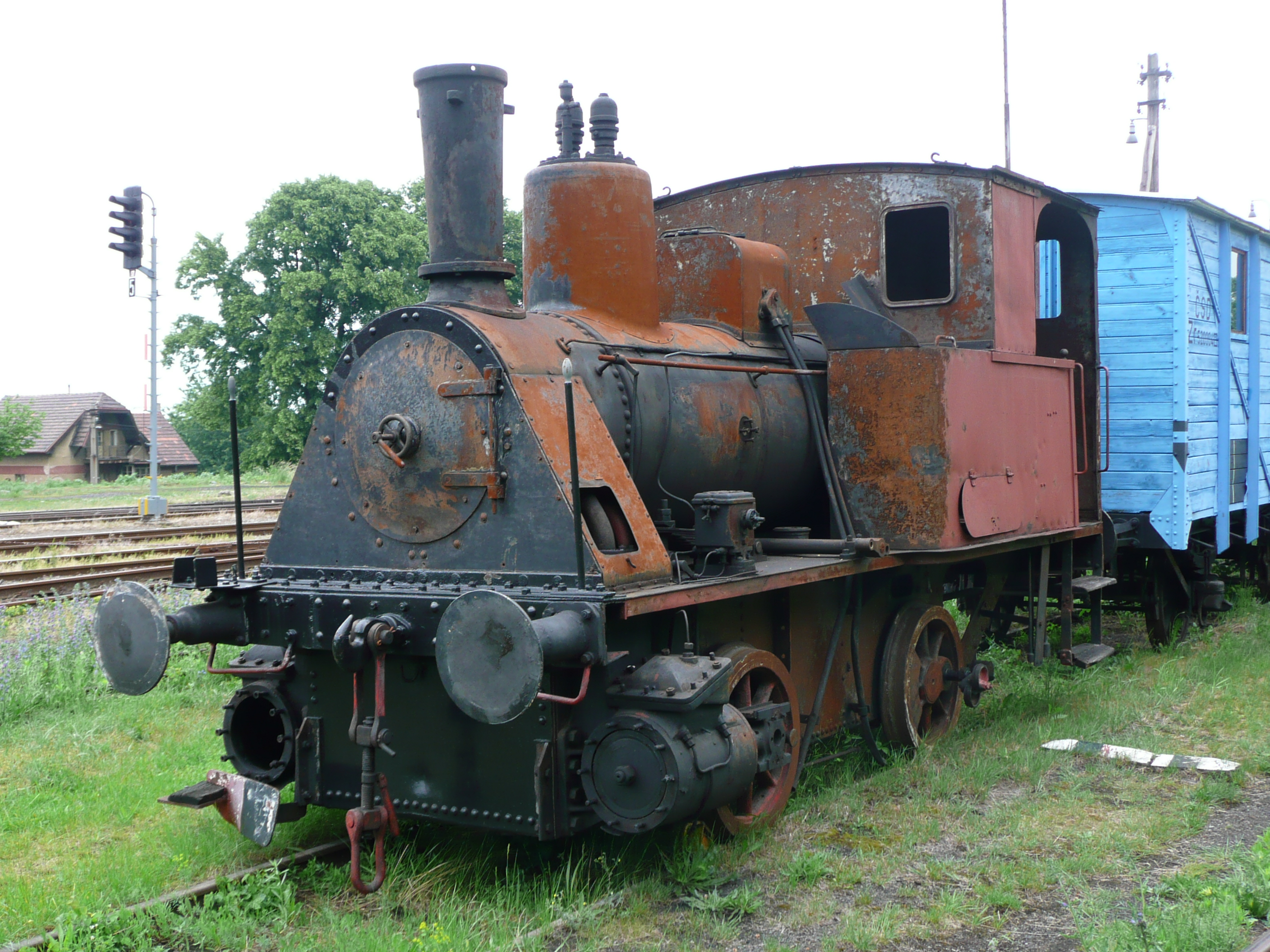
Eine zweiachsige normalspurige Lokomotive von Krauss aus dem Jahr 1908

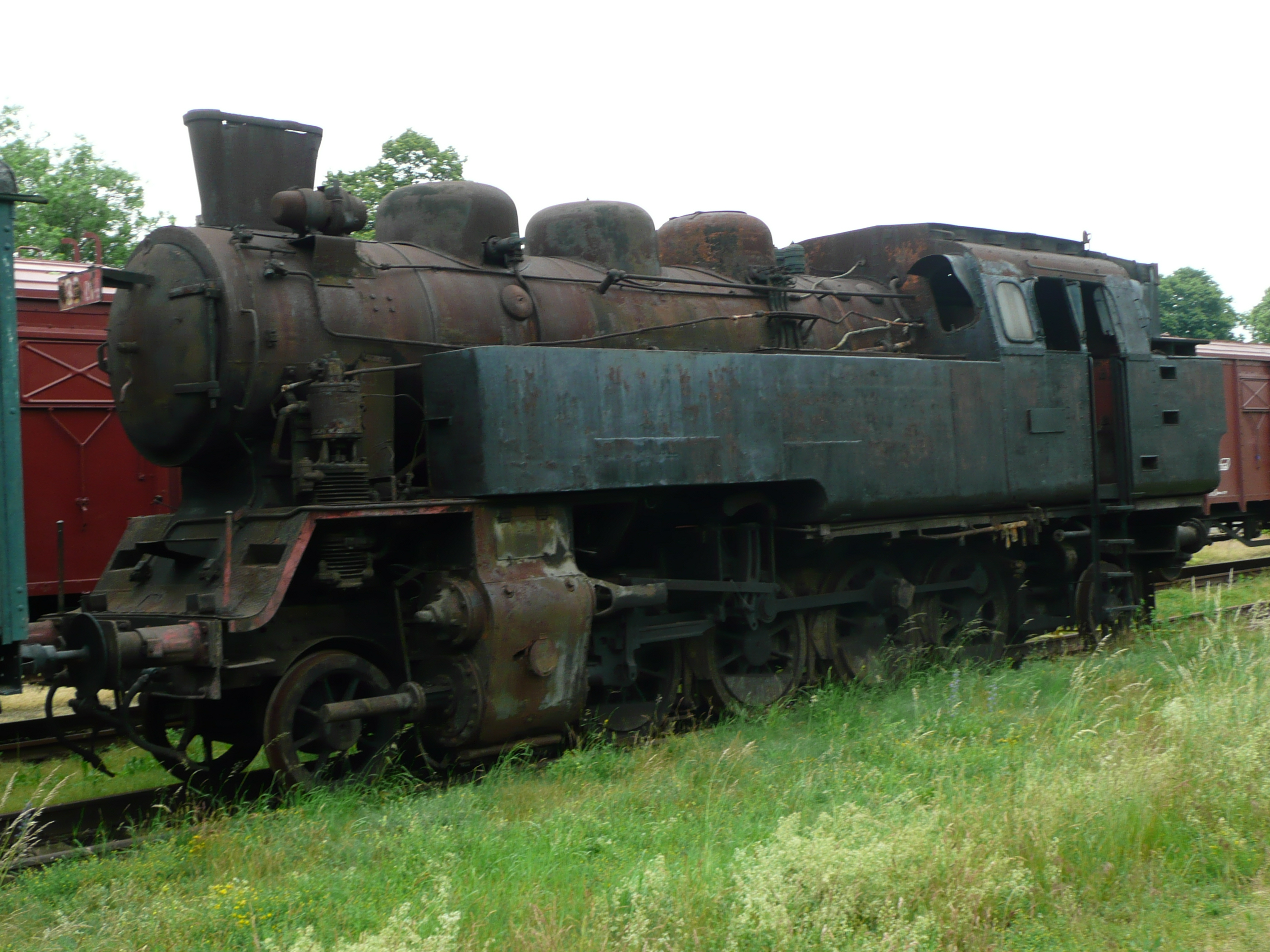
433.014 auf einem Nebengleis in Zlonice

Zlonice ist ein Eisenbahnknotenpunkt unweit der Stadt Kralupy. Er liegt an der ehemaligen Prag-Duxer Eisenbahn. Von hier aus führen Eisenbahnstrecken nach Louny, Slaný und Roudnice nad Labem. Die Eisenbahnlinien haben heute nur noch den Charakter von Lokalbahnen, alle zwei Stunden gelangt ein Zug nach Zlonice. Das Eisenbahnmuseum befindet sich im ehemaligen Heizhaus der Prag-Duxer Eisenbahn, auf den benachbarten Gleisen der Bahnstation und einem Privatgebäude der Bahnhofstraße Nadrazni. Das Heizhaus wurde bis zum Ende der Dampflokzeit zur Stationierung von Lokomotiven der angrenzenden Lokalbahnen, später von Schiebelokomotiven für die Güterzüge, verwendet. Mit der Ablösung der Dampflokomotiven durch Diesellokomotiven wurde das Heizhaus ab 1981 nicht mehr benötigt und vorerst geschlossen.
Ab 1982 richtete sich der Klub historie kolejové dopravy Praha (KHKD) im Heizhaus Zlonice ein und arbeitete hier mehrere Lokomotiven, wie z. B. die 354.7152 oder 422.002 auf. Nachdem der KHKD 1994 das Heizhaus wieder verlassen hatte, entstand hier 1995 ein Eisenbahnmuseum. In dem zweiständigen Lokschuppen werden mehrere historisch sehr wertvolle Werklokomotiven, Eisenbahnwagen und Sicherungsanlagen aus der kkStB- und der ČSD-Zeit aufbewahrt.
Die Ausstellung zeigt mehrere Exponate von Werklokomotiven verschiedener Spurweite, die auch fahrfähig zu den Besuchstagen zu erleben sind. Insgesamt sind mehrere Dampf- und Diesellokomotiven, zum Teil betriebsfähig, historische Personen- und Güterwagen sowie Eisenbahnzubehör in Zlonice zu sehen (Stand 2009). Bedeutendstes Exponat der Ausstellung ist eine nicht betriebsfähige Diesellokomotive der Reihe V36, die von 1945 bis 1957 als T334.004 bei den ČSD, von 1957 bis 1999 als Werklok in Roudnice nad Labem lief.
Der Besuch des Museum ohne Voranmeldung ist von Mai bis September, in geraden Wochen von 9 bis 15 Uhr möglich. Ansonsten sind Führungen nach Voranmeldungen möglich.

## Ausstellungsstücke
- 433.014 Baujahr 1948, in schlechtem Zustand
- T 334.004, eine Diesellokomotive der Reihe V36, die von 1945 bis 1957 bei den CSD, danach bis 1999 bei einer Fabrik in Roudnice nad Labem lief.
- mehrere Werklokomotiven als Dampf- und Diesellokomotiven in verschiedenen Spurweiten

## Bilder

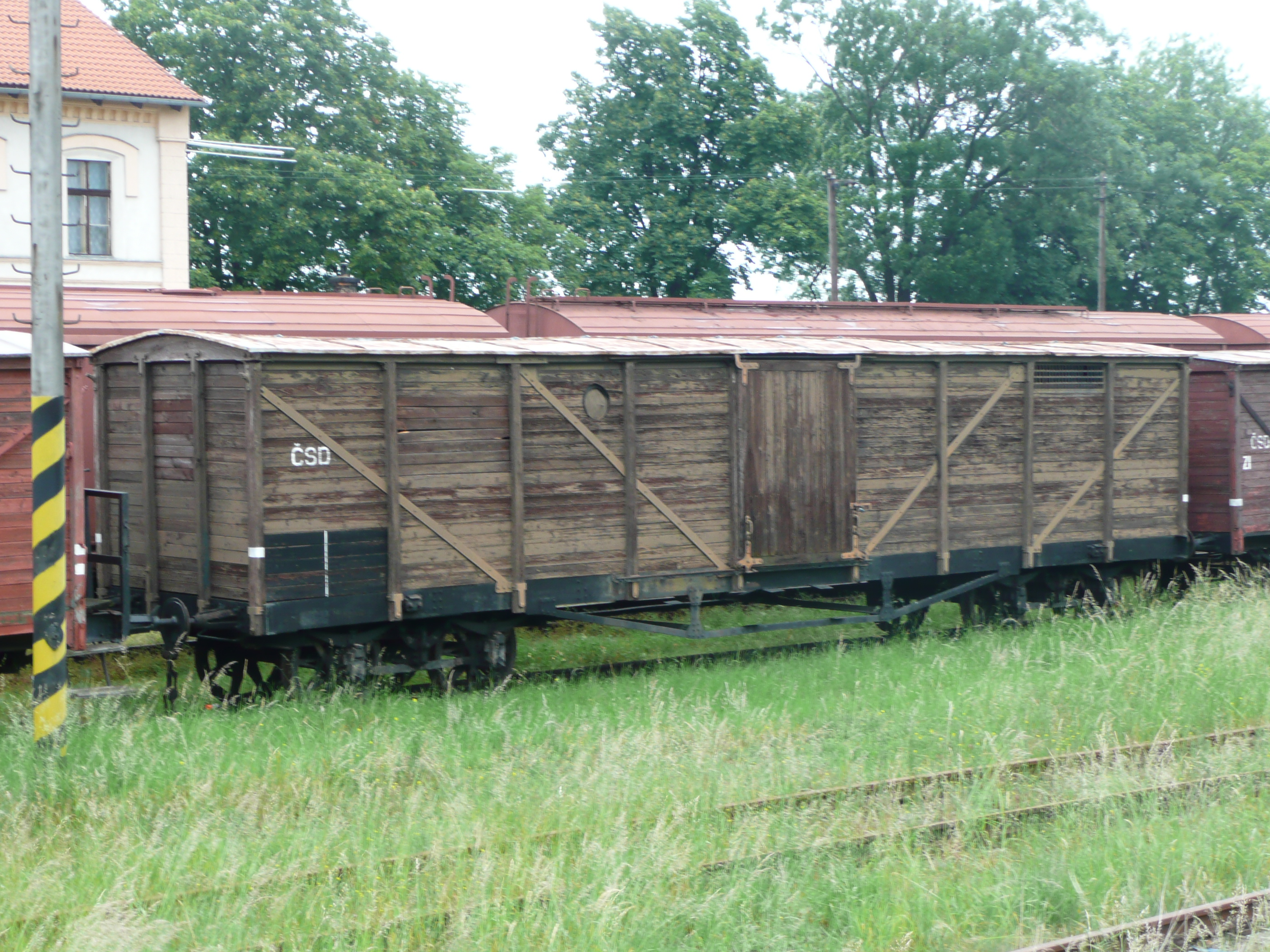
Ein vierachsiger Güterwagen ohne Bremse aus dem Jahr 1890

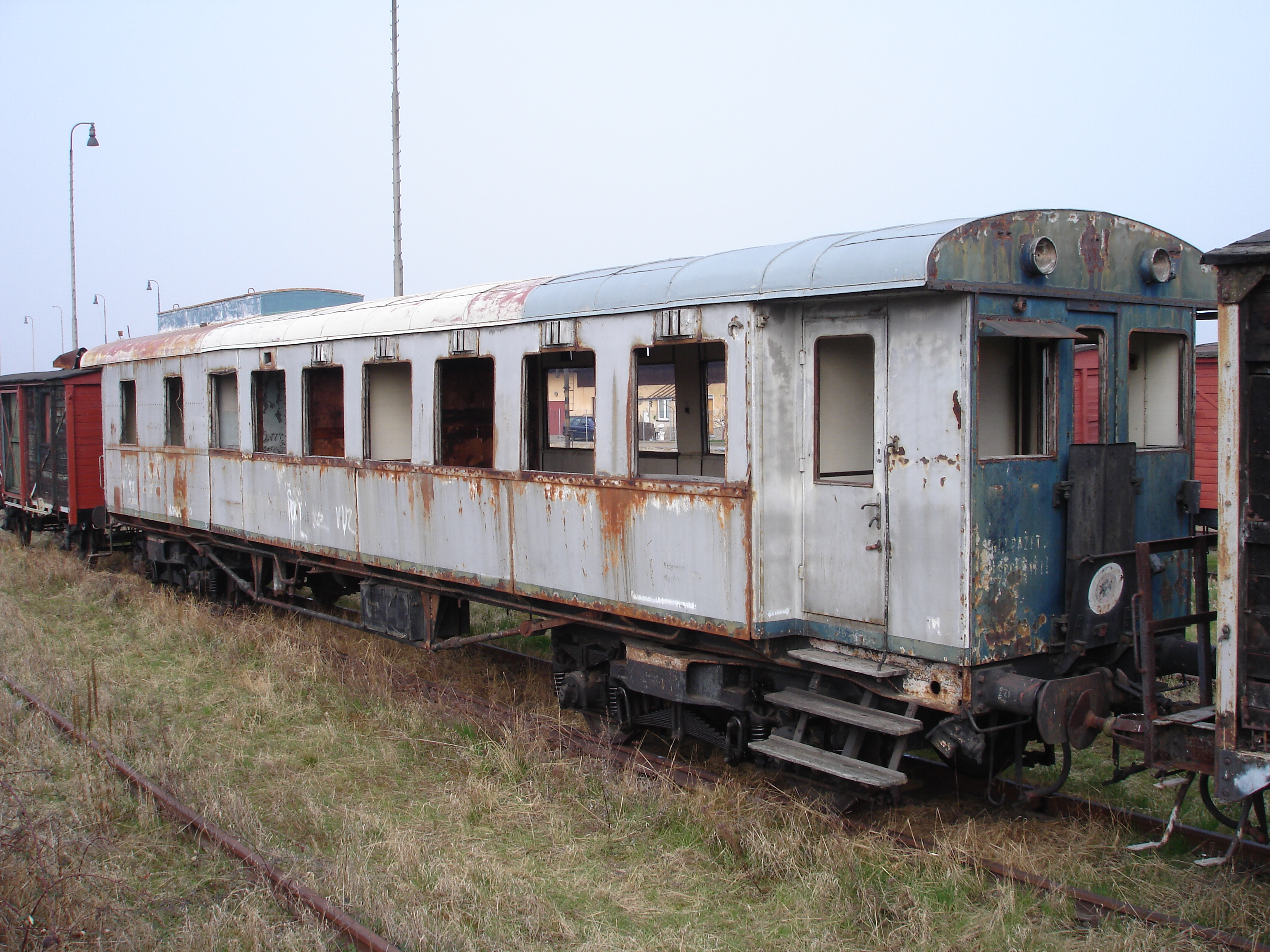
Ein ehemaliger Bahndienstwagen der KHKD, der aus dem ehemaligen Triebwagen M 234.001 stammt

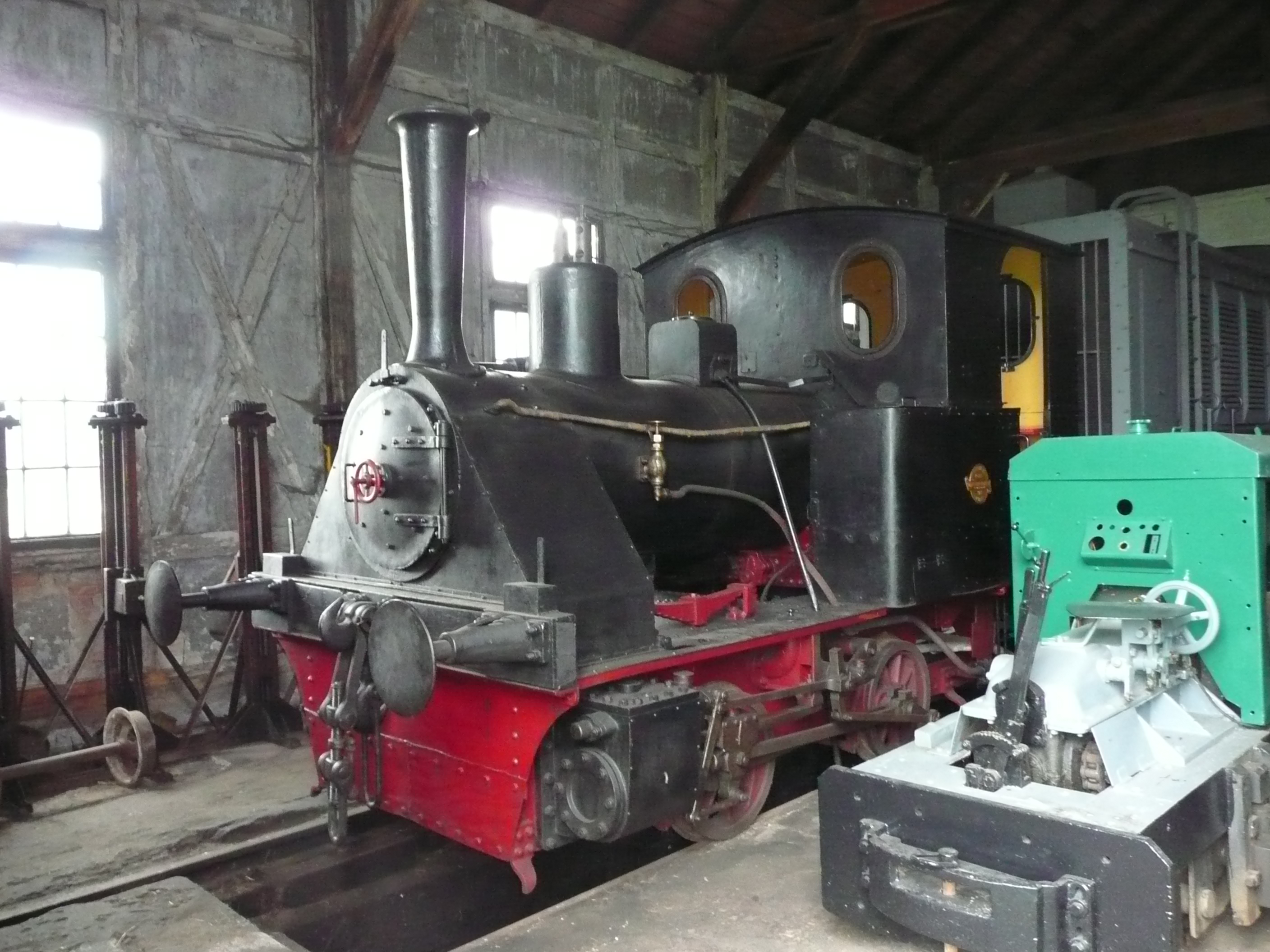
Eine zweiachsige normalspurige Lokomotive von Orenstein & Koppel aus dem Jahr 1913

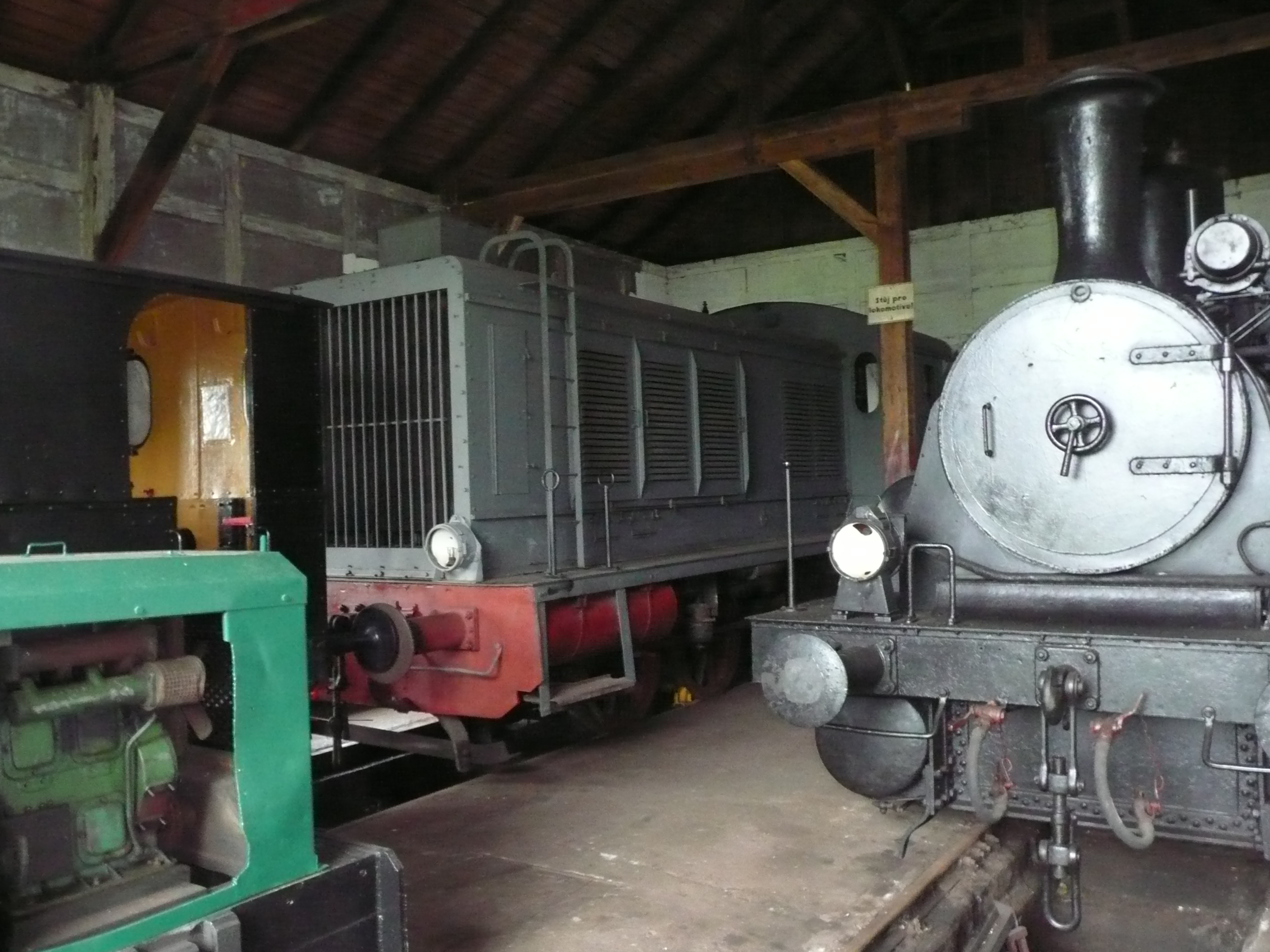
Die Diesellokomotive T334.004 im Heizhaus

## Aktivitäten
Außer den Exponaten finden gelegentlich Sonderfahrten zu dem Eisenbahnmuseum statt, auch werden Fahrten mit historischen Omnibussen durchgeführt. Die Termine und Fahrzeiten sind der Internetseite des Museums zu entnehmen.